# الغواصة الألمانية يو-340
غواصة يو-340 غواصة يو بوت ألمانية من الفئة السابعة سي بنيت لسلاح بحرية ألمانيا النازية كريغسمارينه، في أحواض نورد سي ويرك خلال الحرب العالمية الثانية.